# Коваленко, Яков Романович
Яков Романович Коваленко (12 мая 1906, Ранино, Витебская область — 9 января 1980, Москва СССР) — советский микробиолог и эпизоотолог, доктор ветеринарных наук, профессор.

## История
Родился 12 мая 1906 года в деревне Ранино Витебской области в крестьянской семье.
С 1927 года по 1931 год учился на ветеринарном факультете Московского зооветеринарного института.
С 1931 года работал в Государственном научно-контрольном институте ветеринарных препаратов (ГНКИ).
С 1938 года также работал во Всероссийском институте экспериментальной ветеринарии (ВИЭВ).
С 1945 года по 1945 год — директор ГНКИ.
С 1945 года — доктор ветеринарных наук.
С 1946 года — профессор.
С 1955 года по 1977 год — директор ВИЭВ.
С 1964 года — академик ВАСХНИЛ.
С 1967 года по 1980 год — организатор и заведующий лаборатории иммунитета ВИЭВ.
С 1974 года — заслуженный деятель наук РСФСР.
С 1979 года — почётный член Всемирной ветеринарной ассоциации.

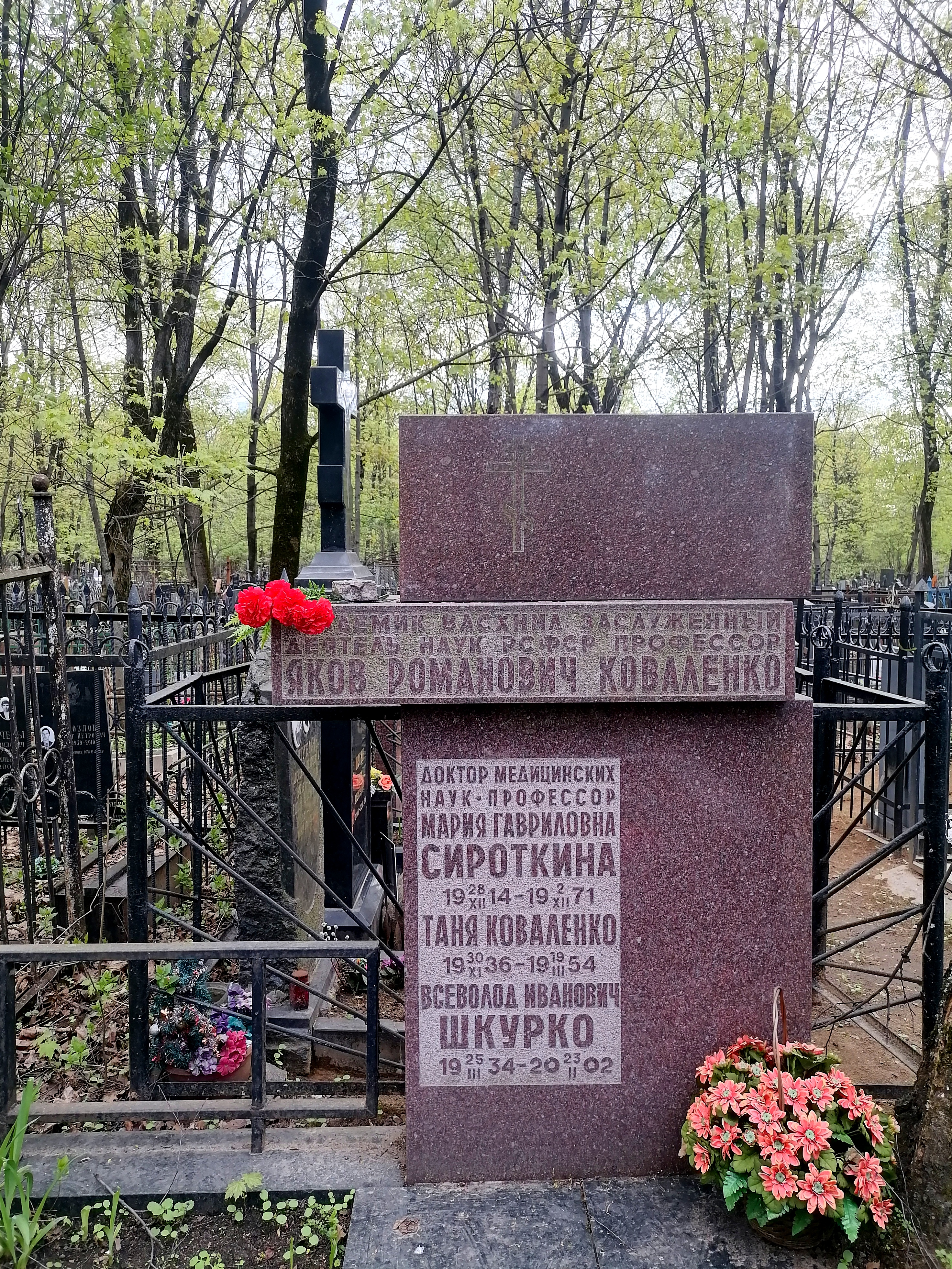
Могила на Ваганьковском кладбище

Скончался 9 января 1980 года в Москве. Похоронен на Ваганьковском кладбище (43 уч.).

## Деятельность
Проводил исследования по болезням сельскохозяйственных животных: анаэробным инфекциям, эмфизематозному карбункулу, некробактериозу, респираторным заболеваниям, иммунологии, микробиологии, эпизоотологии.
Утвердил несколько признаков, вызывающий угнетение иммуногенеза.

### Научные труды
- Применение препаратов в ветеринарной практике. — М., 1946;
- Некробациллез сельскохозяйственных животных. — М., 1948;
- Анаэробные инфекции сельскохозяйственных животных. — М., 1954;
- Африканская чума свиней. — М., 1972.

## Память
В 1981 году в его честь назван ВИЭВ.
В 1984 году на стене главного здания ВИЭВ установлена мемориальная доска, скульптор В. Е. Матросов и архитектор В. В. Кузнецов.